# 井本熊男
井本熊男（日语：／ Imoto Kumao，1903年5月1日—2000年2月3日）是一位日本陸軍、陸上自衛隊軍官，最高軍階為陸將（中將）。
1925年畢業於陸軍士官學校，同年10月26日配至於補充第48步兵聯隊，任步兵少尉。1928年晉升步兵中尉，1934年晉升步兵大尉，1935年12月調至大本營參謀本部作戰課，負責陸軍中央與細菌戰部隊——「731部隊」之間的聯繫和參與策劃細菌戰。1938年晉升步兵少佐。1939年任中國派遣軍參謀。1941年晉升中佐。1943年任陸軍大臣東條英機的秘書官。1944年晉升大佐，任第11、第13軍參謀。1945年任第2總軍參謀。1945年8月6日，受廣島原子彈爆炸波及而負傷。1947年受公職追放而被解職。1952年出任「警察預備隊」第4管區總監（保安監補）。1954年任統合幕僚會議事務局長。1959年任陸上自衛隊幹部學校校長。1961年退役。
著有《中國事變作戰日誌》（支那事変作戦日誌）、《大東亞戰爭作戰日誌》（大東亜戦争作戦日誌）。

## 註解
1. ↑  前述陳致遠之文獻使用的人名為「井本雄男」，但有若干來源指出「井本熊男」為擔任731部隊聯絡者[3][4]，在吉見義明評論井本日誌史料價值之文章中亦提及「井本雄男」之生平[5]，與「井本熊男」於他處記載的資料相同，應為同一人。

## 註腳
1. 1 2 3 4  コトバンク
2. ↑  陳致遠 & 朱清如（2012年），第116页
3. ↑  井本熊男業務日誌
4. ↑  青木富贵子
5. ↑  吉見義明 & 羅建忠（2010年），第43页